# Новоуфімська
Новоуфі́мська (рос. Новоуфимская) — присілок у складі Аромашевського району Тюменської області, Росія.
Стара назва — Чорторий.
Населення — 150 осіб (2010, 174 у 2002).
Національний склад станом на 2002 рік:
- татари — 75 %